# Vietnam. Una sporca bugia
Vietnam. Una sporca bugia (titolo originale A Bright Shining Lie) è una biografia scritta nel 1988 da Neil Sheehan, giornalista di guerra e scrittore, edito in Italia nel 2003 dalle Edizioni Piemme. Narra la vicenda reale di John Paul Vann, un consigliere militare americano che ebbe un ruolo di rilievo durante buona parte del conflitto del Vietnam, morendo poco prima del termine della guerra in un incidente di volo. Nel libro viene inoltre affrontato estesamente il tema della guerra stessa, approfondendo in modo specifico la visione strategica seguita dai vertici militari nelle varie fasi del conflitto.
Il libro ha vinto nel 1988 il National Book Award nella sezione saggistica (non fiction), ed il Premio Pulitzer nel 1989 sempre per la categoria saggistica (non fiction).
Nel 1998 dal libro è stato tratto un film televisivo dall'emittente americana HBO che nella versione originale ha conservato il titolo dell'opera letteraria, mentre in Italia è stato modificato in La guerra dei bugiardi.

## Contenuto
La narrazione comincia nel cimitero militare di Arlington, il 16 giugno del 1972, con il funerale solenne del consigliere ed ex tenente colonnello John Paul Vann, caduto in Vietnam per un incidente di volo. Una cerimonia dai molti significati, che vede la partecipazione di quasi tutti i protagonisti di quel conflitto, personaggi diversi tra loro per convinzioni e scelte, ma uniti dalla stima per quell'uomo dotato di grande tenacia, capace di fronteggiare sia il nemico sul campo di battaglia quanto le alte gerarchie militari, sorde ad ogni ammonimento su una guerra condotta in maniera insensata. Contestazioni che nel caso di Vann non assunsero mai l'aspetto di dubbi sulla necessità della guerra stessa, e non gli fecero mai abbandonare la speranza in una vittoria che nella sua visione non ammetteva comunque alternative onorevoli. Fin dal suo arrivo in Vietnam, dieci anni prima, come volontario tra le file dell'ancora modesta presenza americana inviata in aiuto al governo locale per gestire una crisi che doveva rimanere limitata, il tenente colonnello John Vann aveva fatto capire di cosa era capace. Inviato a Mỹ Tho come primo consigliere della divisione di fanteria principale del delta del Mekong, si era subito impegnato per migliorare l'efficienza dell'unità a cui era stato assegnato, ottenendo buoni risultati, e distinguendosi per coraggio e carisma, oltre che per una notevole capacità organizzativa. Ma ben presto aveva dovuto fare i conti anche con i lati più aberranti di quella guerra: la brutalità delle truppe governative, i bombardamenti indiscriminati, le sofferenze della popolazione civile. Comprendendo subito come questi aspetti fossero la maggior fonte di sostegno per i ribelli, aveva cercato di denunciarne la stupidità, incontrando però l'ottusa indifferenza dei superiori e delle autorità politiche. Una chiusura di vedute che aveva del resto caratterizzato tutto il percorso dei rapporti tra il mondo occidentale e l'orgoglioso popolo vietnamita, storicamente allergico alle dominazioni straniere, il quale aveva imboccato la via del comunismo perché vi aveva trovato l'unico sostegno concreto alla propria voglia di indipendenza. Desiderio quest'ultimo frustrato ripetutamente anche dalle miopi scelte politiche americane, alleati della Francia nei suoi ultimi sussulti colonialisti, e successivamente creatori e sostenitori del governo fantoccio di Ngô Đình Diệm e del suo clan familiare, caratterizzato da alti livelli di corruzione e dispotismo. Un regime più occupato a mantenere il proprio controllo sul paese, evitando possibili colpi di stato, che a combattere efficacemente i ribelli. Una situazione con cui Vann si trova a fare i conti, soprattutto dopo il duro scontro di Ap Bac, in cui l'immobilismo dei comandanti locali causa le prime gravi perdite, mostrando allo stesso tempo il progresso delle strategie dell'avversario. Uno stato di cose che l'ufficiale decide di denunciare ad ogni costo, sfidando gli innumerevoli muri di gomma che si trova ad affrontare, e la prospettiva quasi certa di danni per la sua carriera. Terminato il periodo di servizio in Vietnam, Vann si attiva quindi per smuovere gli alti comandi in patria, mostrando le voragini nella strategia operata nel paese asiatico, ma venendo continuamente ignorato. Parallelamente, lo stato di oppressione operato del regime e le conseguenti sommosse raggiungono nell'autunno del 1963 livelli tali da obbligare gli Stati Uniti ad agire, promuovendo il rovesciamento del clan Ngô Đình, e la sua sostituzione con una giunta militare, seguita a breve da una seconda. Ma il tenente colonnello John Vann a questo punto è già diventato un ex, abbandonando l'esercito e accettando un lavoro nel campo della ricerca aerospaziale, e per tutti quelli che lo conoscono questa scelta è una conseguenza della frustrazione per non essere stato ascoltato. Ed invece c'è dell'altro, qualcosa nascosto nel suo passato, che ha lasciato una macchia nella sua carriera: tra le sue molte relazioni extraconiugali, una lo aveva messo nei guai, avendo coinvolto una minorenne, il che aveva condotto ad un'indagine formale contro di lui. Solo la copertura della moglie lo aveva salvato da una pesante condanna, lasciandolo però con uno stato di servizio incompatibile con la promozione alle cariche maggiori. Ecco perché l'uscita dall'esercito era già stata messa in conto da Vann molto prima del Vietnam, ma questo non cancella la delusione per aver dovuto abbandonare l'unico mondo in cui si sente davvero a suo agio. Decide quindi di rientrare comunque in gioco, e nel 1965 ritorna in Vietnam, tra le file dell'agenzia civile per lo sviluppo internazionale (AID), che lo invia in una delle provincie più infiltrate dalla guerriglia. Qui si ritrova a combattere contro gli stessi problemi che aveva lasciato, e con le conseguenze che aveva previsto: la crescita progressiva dell'ostilità della popolazione civile verso un governo corrotto ed i suoi fiancheggiatori stranieri, e l'inevitabile rafforzamento dei guerriglieri. Ma trova anche nuovi alleati, primo tra tutti il giovane Daniel Ellsberg, e vede crescere la condivisione per le sue idee sul modo più efficace di condurre le ostilità, aiutandolo nella sua rapida scalata ai vertici nelle istituzioni civili create per affiancare il crescente sforzo americano nel paese. E dopo la creazione di una nuova superstruttura di controllo destinata alle opere di pacificazione, John Vann ne diventa uno dei maggiori dirigenti, con funzioni di affiancamento all'esercito per alcuni compiti specifici. Ma l'andamento della guerra non sembra voler mutare, fino a quando l'offensiva del Têt a fine gennaio 1968 mostra all'opinione pubblica ed ai politici in patria la distanza tra i proclami dei vertici militari e la realtà molto meno rosea del conflitto. Paradossalmente, proprio le conseguenze di quei combattimenti, assieme al cambio di rotta politico e strategico dell'amministrazione americana che ne derivarono, sembrano convincere Vann sulla possibilità di invertire l'andamento della guerra. Questo malgrado nulla faccia realmente intravedere un cambiamento di rotta nella situazione del controllo del territorio da parte del regime di Saigon, dedito alla corruzione quanto e più che in passato. Ma oramai per John Vann la guerra in Vietnam è diventata un fatto principalmente personale, e per gestirla alla sua maniera, punta ad un ruolo inedito per un civile, di comandante di grado equivalente a quello di generale, e per ottenerlo è disposto a gettarsi alle spalle ogni dubbio. Riesce nel suo intento, ma l'Offensiva di Pasqua del 1972 lo costringe ad impegnarsi al massimo per evitare una dura sconfitta, anche sul piano personale. Grazie ai suoi sforzi ed alla sua caparbietà Kontum si salva, bloccando l'offensiva nemica, ma un banale incidente di volo impedisce a John Paul Vann di assistere all'inutilità dei suoi sforzi, e all'infondatezza delle sue ultime illusioni.